# Interglass
Interglass ist ein Produzent von Flachglas mit Sitz in Tokmok, Kirgisistan. Es ist eines der größten Unternehmen Kirgisistans und der einzige Hersteller von Flachglas Zentralasiens.
Das Unternehmen wurde 1994 gegründet und sitzt in Tokmok. Es ist ein hundertprozentiges Tochterunternehmen der deutschen Steinert Industries GmbH & Co. KG. Die Fabrik hat eine Produktionskapazität von bis zu 13 Millionen m² Glas, die auf bis zu 18 Millionen m² jährlich erhöht wird. Pro Tag können bis zu 600 t Glas produziert werden.
Das Unternehmen stellt Flachglas mit dem Floatglasverfahren her. Weiterhin werden Silberspiegel und schusssicheres Glas angeboten.